# 粵鐵線蕨
粵鐵線蕨（學名Adiantum lianxianense）是中國特有的一種蕨類。它們在亞熱帶或熱帶的潮濕低地森林生長。它们曾被认为已经因失去棲息地而滅絕，但在2011年粤铁线蕨于广西被重新发现，而在2012年对亚洲狭窄分布的蕨类植物的研究中，其并未被列为绝灭且分布范围扩展至贵州，广东和湖南。